# Tricalysia achoundongiana
Espèce
Tricalysia achoundongiana est une espèce de plantes de la famille des Rubiaceae, endémique du Cameroun. Cette espèce est très proche de Tricalysia pangolina et de Tricalysia vadensis.

## Description
Tricalysia achoundongiana peut atteindre jusqu'à 10 m de haut. Les feuilles sont à stipules interpétiolaires triangulaires. Les feuilles sont elliptiques ou lancéolées, d'environ 14-18 x 5-9 cm, lisses sauf au niveau de la nervure centrale, à base cunée et apex acuminé, l'acumen mesurant 9-11 mm de long et les nervures latérales mesurant 5-6 mm de chaque côté. Les inflorescences sont constituées de 3 fleurs sessiles, les bractes et bractéoles prennent la forme de coupe (« calyculi »), chacune étant posée sur l'autre, avec les plus élevées englobant les ovaires. Les calyculis sont pubères à l'extérieur et couverts de collerettes à l'intérieur. Les fleurs sont pentamères (voire hexamères), sessiles. Le calice est pubère à l'extérieur et couvert de collerettes à l'intérieur, le tube est de 2,5 mm de long et 1,5 mm de largeur, avec 4 à 6 petites dents triangulaires. La corolle est blanche, peu poilue. Les étamines sont attachées à la gorge de la corolle. L'ovaire est pubescent de manière plus dense que le calice avec 2 placentas contenant les 4 ovules et un style pubescent. Les fruits sont plus ou moins sphériques de 1,8 cm de diamètre et peu poilus. Il y a 4 graines ayant plus ou moins la forme d'un quart de sphère allant jusqu'à 8 mm de long, avec une hile de la forme d'une virgule, un manteau brillant couleur châtain.

## Répartition
Endémique, relativement rare, l'espèce a été observée sur deux sites au sud-ouest du Cameroun, dans le parc national de Korup et près de Mundemba.
On retrouve cette espèce dans les canopées des forêts atlantique-biafran qui sont riches en Caesalpiniacées. Cette région plane ou ondoyante par endroits se situe entre 50 et 100 m au dessus du niveau de la mer, avec de nombreuses petites criques dans les vallées superficielles. La plante se rencontre surtout au niveau des bancs et des berges de rivières ainsi que dans les plaines. Elle est endémique du domaine de la Basse Guinée de la région guinéo-congolaise qui est aussi le berceau de la diversité du genre Tricalysia et du groupe Tricalysia atherura.

## Classification
En classification phylogénétique APG III (2009) l'espèce est assignée à la famille des Rubiaceae, ordre des Gentianales.

### Étymologie
Son épithète spécifique achoundongiana rend hommage au botaniste camerounais Gaston Achoundong.

## Conservation
Cette espèce est largement distribuée au sud du parc national de Korup, mais les collections ne sont pas encore suffisamment documentées à ce sujet. Le parc national est une région protégée de la forêt tropicale du Sud-Ouest du Cameroun. Elle s’étend du 04°54’-05°28’N au 08°42’-09°16’E sur une surface de 125,900 hectares. Malgré les études botaniques effectuées dans les forêts côtières du Cameroun, cette espèce ne semble connue que des régions du Korup et ses environs, soit moins de 20 000 km2. Selon les critères de l’IUCN, Tricalysia achoundongiana devrait être classée comme étant « vulnérable ».